# Đế hoa

Đế hoa (phần màu xám) với bầu nhụy (đỏ) ở ba kiểu hoa: dưới bầu (hay bầu nhụy thượng, I), quanh bầu (II) và trên bầu (hay bầu nhụy hạ, III)

Trong thực vật học, đế hoa là phần phình to và dày lên của đoạn thân mà từ đó các bộ phận của hoa phát triển. Ở một số dạng quả giả, như quả táo và quả của dâu tây (Fragaria), thì đế hoa phát triển lên thành phần ăn được của quả.
Quả của các loài Rubus là một cụm các quả hạch nhỏ trên đỉnh của một đế hoa hình nón.

## Hình ảnh

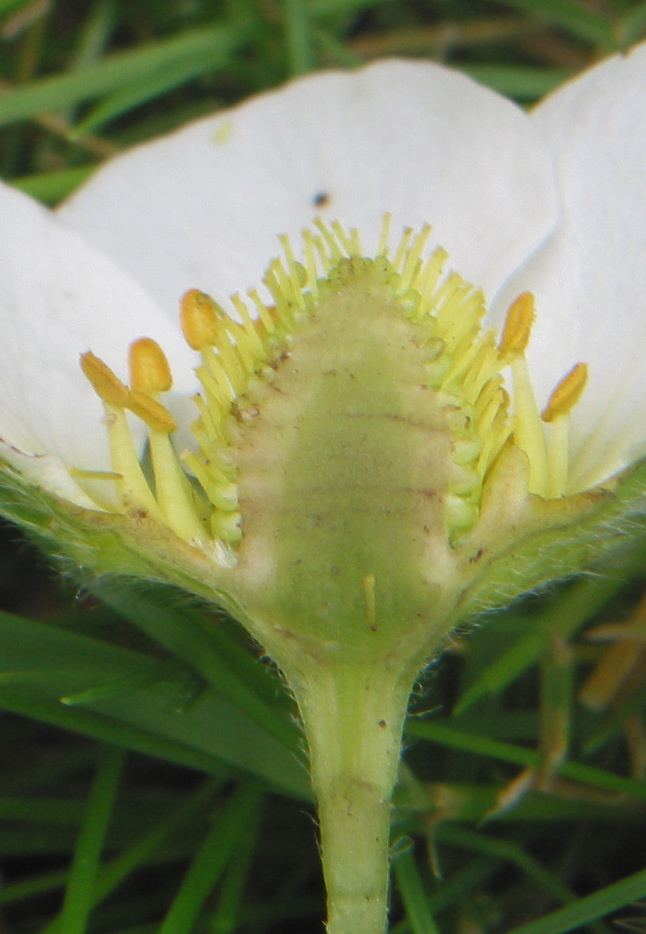
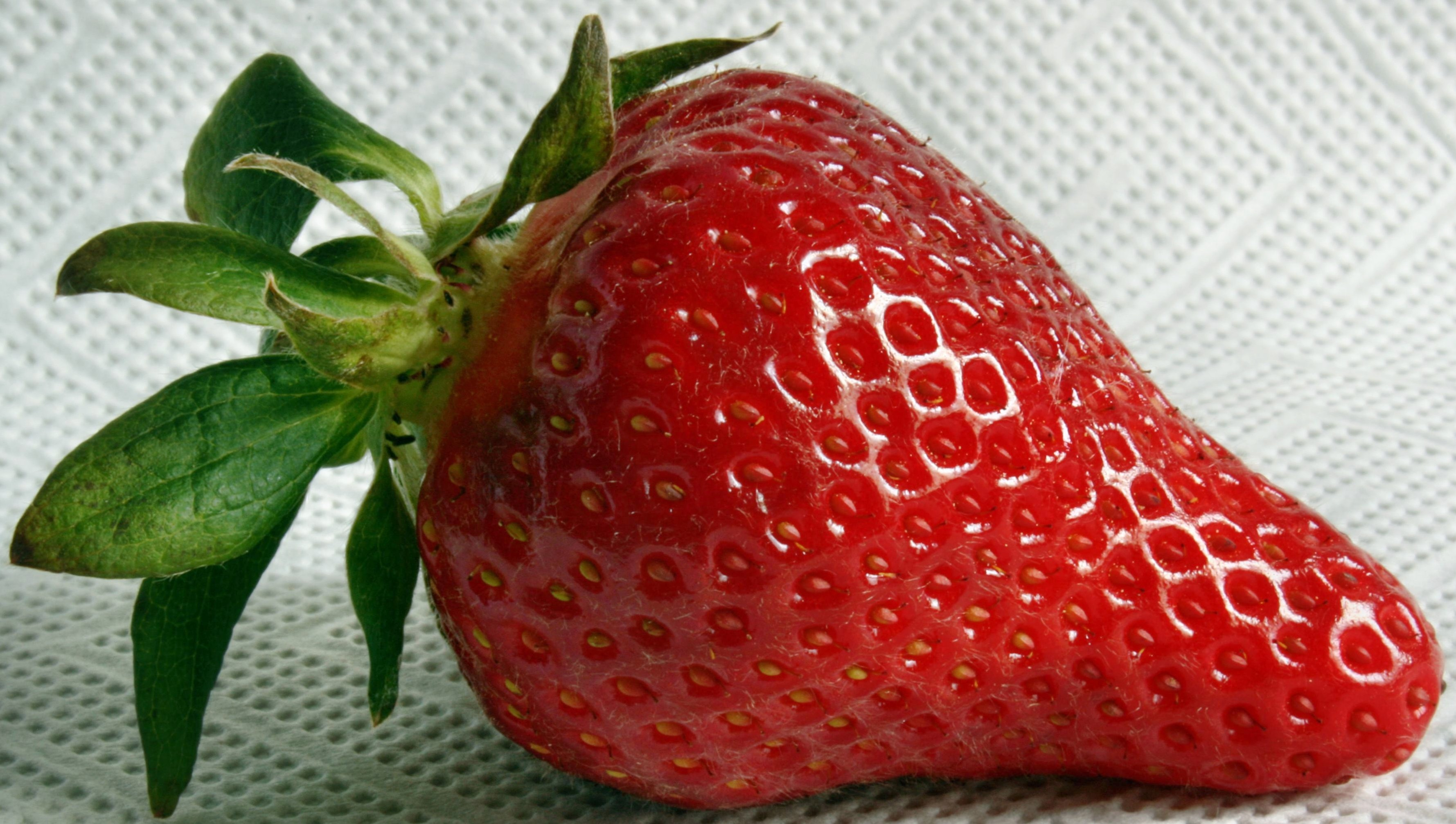